# ハースメル
『ハースメル』（原題：Her Smell）は、2018年に公開されたアメリカ合衆国のドラマ映画。監督はアレックス・ロス・ペリー、主演はエリザベス・モスが務めた。

## 概略
パンクロックバンド、サムシング・シーは1990年代に大ブレイクしたが、21世紀に入るとその勢いに陰りが見えてきた。ボーカルのベッキーはドラッグの常用者であり、気分の揺れが酷く、霊媒師の力を借りなければ舞台に上がれない状態にあった。ベッキーの常軌を逸した言動はやむことがなく、それが原因で新しいアルバムの製作が頓挫してしまった。
本作はそんなベッキーが立ち直るまでを描き出していく。

## キャスト
- エリザベス・モス - ベッキー・サムシング
- カーラ・デルヴィーニュ - クラッシー・キャシー
- ダン・スティーヴンス - ダニー・サムシング
- アギネス・ディーン - マリエル・ヘル
- ゲイル・ランキン - アリ・ヴァンダーウルフ
- アシュレイ・ベンソン - ロキシー・ロッテン
- エリック・ストルツ - ハワード・グッドマン
- ヴァージニア・マドセン - アニア・アダムチク
- アンバー・ハード - ゼルダ・E・ゼキエル
- ディラン・ゲルラ - ドッティO.Z.
- エカ・ダーヴィル - ヤー＝エマ
- リンジー・バージ - ローレン
- キース・ポールソン - ロイ
- アレクシス・クラウス - ヴィヴィー
- クレイグ・ブッタ - グレッグ
- ハンナ・グロス - ティファニー
- デイジー・ピュー＝ワイス - タマ

## 製作
2018年1月29日、アレックス・ロス・ペリー監督の新作映画にエリザベス・モスが出演することになったと報じられた。4月13日、アギネス・ディーンとゲイル・ランキンの出演が決まったとの報道があった。23日、本作の主要撮影がニューヨークで始まった。25日、アンバー・ハードが起用された。5月、カーラ・デルヴィーニュとダン・スティーヴンスがキャスト入りした。

### 音楽
2018年6月8日、キーガン・デウィットが本作で使用される楽曲を手掛けることになったと報じられた。2019年4月18日、本作の出演者による歌唱が収録されたサウンドトラックが発売された。23日、デウィットの楽曲が収録されたサウンドトラックが発売された。

## 公開・マーケティング
2018年9月9日、本作は第43回トロント国際映画祭でプレミア上映された。29日、ニューヨーク映画祭で本作が上映された。10月8日、ガンパウダー&スカイが本作の全米配給権を購入したと報じられた。11月10日、AFIフェストで本作の上映が行われた。2019年2月21日、本作のオフィシャル・トレイラーが公開された。

## 評価
本作は批評家から好意的に評価されている。映画批評集積サイトのRotten Tomatoesには125件のレビューがあり、批評家支持率は83%、平均点は10点満点で7.39点となっている。サイト側による批評家の見解の要約は「主演のエリザベス・モスの名演に支えられているとはいえ、『ハースメル』は癖の強い作品であり、出来映えに斑がある。しかし、努力してでも鑑賞に値する作品ではある。」となっている。また、Metacriticには24件のレビューがあり、加重平均値は69/100となっている。